# Ислочь-РГУОР
«Ислочь-РГУОР» — белорусская женская футбольная команда из Минска. Участница высшей лиги чемпионата Беларуси в 2016—2019 годах.

## История
Женская команда «Ислочь-РГУОР» до 2019 года называлась РГУОР (Республиканское государственное училище олимпийского резерва) — республиканская государственная школа олимпийского резерва. 20 марта 2012 года было объявлено, что Чемпионат Европы по футболу среди девушек до 17 лет 2016 года примет Беларусь. Страна квалифицировались в турнир как страна-организатор. Белорусская федерация футбола решила подготовить сборную Беларуси, чтобы поучаствовать в этом чемпионате. Была собрана команда РГУОР. В 2015 году РГУОР приняла участие Молодёжном первенстве среди девушек младше 19 лет. Главным тренером команды была Ирина Иосифовна Булыгина. В чемпионате Беларуси среди женщин команда дебютировала в 2016 году. В этом же году в четвертьфинале Кубка Беларуси уступила команде «Минск».
В следующем году команда достигла призового места в чемпионате Беларуси и пробилась в 1/2 финала Кубка Беларуси, одолев «Бобруйчанку» в 1/4 финала, но позже уступив команде «Минск».
В чемпионате Беларуси 2018 года заняла второе место. В 2018 году команда РГУОР по мини-футболу выиграла Кубок Беларуси среди женщин.
В марте 2019 года женский футбольный клуб РГУОР вошёл в структуру ФК «Ислочь». Женская команда получила название «Ислочь-РГУОР». Главным тренером женской команды стал Э. И. Деменковец. 29 марта 2019 года команда потерпела поражение в матче за Суперкубок в серии послематчевых пенальти.

## Достижения
Чемпионат Беларуси
- Серебряный призёр: 2018
- Бронзовый призёр: 2017

Кубок Беларуси
- Финалист кубка: 2018, 2019

## Статистика выступлений

### Чемпионат Беларуси
| Сезон | Чемпионат, лига | Место  | И  | В  | Н | П | Мячи   | О  | Бомбардиры           |
| ----- | --------------- | ------ | -- | -- | - | - | ------ | -- | -------------------- |
| 2016  | Высшая лига     | 5 из 7 | 12 | 4  | 2 | 6 | 32−33  | 14 | Карина Ольховик — 10 |
| 2017  | Высшая лига     | 3 из 7 | 18 | 9  | 4 | 5 | 48−24  | 31 | Карина Ольховик — 13 |
| 2018  | Высшая лига     | 2 из 8 | 21 | 17 | 0 | 4 | 131−13 | 51 | Карина Ольховик — 42 |
| 2019  | Высшая лига     | 4 из 8 | 21 | 11 | 2 | 8 | 97−28  | 35 | Карина Ольховик — 21 |

## Главные тренеры
- Ирина Иосифовна Булыгина — 2015—2018
- Эдуард Деменковец — 2019[6]